# Simon Norton
Simon Phillips Norton (* 28. Februar 1952; † 14. Februar 2019) war ein englischer Mathematiker, der sich mit Gruppentheorie beschäftigte.

## Leben
Norton gewann 1967, 1968 und 1969 die Goldmedaille auf der Internationalen Mathematikolympiade und wurde 1976 an der Cambridge University promoviert ({\displaystyle F} and other simple groups, also über die Monstergruppe). Er war „Life Associate in Residence“ am Jesus College in Cambridge.
Norton ist für seine Arbeit 1979 mit John Horton Conway über die „Moonshine“-Eigenschaften der Monstergruppe bekannt (vermutet von John McKay 1978). Er war Mitarbeiter am „Atlas of finite groups“. Er konstruierte in seiner Dissertation 1975 die einfache endliche Harada-Norton-Gruppe, gleichzeitig mit Kōichirō Harada (* 1941), die eine Untergruppe der Monstergruppe ist. 

## Schriften
- mit John H. Conway, Robert T. Curtis, Richard A. Parker, Robert A. Wilson: Atlas of finite groups. Maximal subgroups and ordinary characters for simple groups. Clarendon Press, Oxford 1985, ISBN 0-19-853199-0.